# Santino Marella
Anthony Carelli (né le 14 mars 1974 à Mississauga, Ontario) est un acteur, un entrepreneur, un formateur et un ancien catcheur canadien. Il travaille actuellement à Impact Wrestling en tant que directeur de l'autorité.
Il est connu pour avoir travaillé à la World Wrestling Entertainment sous le nom de Santino Marella de 2007 à 2014. Il est le fondateur des arts martiaux canadiens et d'un centre de formation de lutte professionnelle qui se prénomme "Battle Arts Academy".
Il est double champion Intercontinental de la WWE, une fois champion par équipes de la WWE avec Vladimir Kozlov et une fois champion des États-Unis de la WWE. Il est aussi la première et dernière personne à avoir détenu le titre de Miss WrestleMania, qu'il a remporté deux fois sous le pseudonyme de Santina Marella.

## Carrière

### Circuit indépendant (2003-2005)
Carelli a commencé sa carrière sur le circuit indépendant sous le nom « Johnny Geo Basco ». Il fait ses débuts en gagnant par disqualification contre Xhibit (maintenant Rico Montana) dans le match d'ouverture d'un spectacle Anneau Wars à Orangeville, dans l'Ontario, le 17 août 2003.
Dans la seconde moitié de 2004, Carelli a lutté quatre matches pour Battlarts au Japon, sous le nom « Johnny Geo Basco ». Il a également participé aux arts martiaux mixtes, avec un record de 6-1 (certains étaient de style Pancration).

### Débuts au Japon (2004)
Carelli, qui pratique le judo décide de partir au Japon où il rejoint la Battlearts, une fédération mêlant le catch et le mixed martial arts (MMA). Il y prend le nom de ring de « Joe Basko ». Durant cette période, il déclare avoir participé à quelques combats de MMA avec six victoires pour une défaite. Il quitte le Japon au bout d'un an car il a des problèmes avec son visa.

### World Wrestling Entertainment (2005-2016)

#### Ohio Valley Wrestling (2005-2007)
En début d'année 2006, Carelli est alors élève à l'Ohio Valley Wrestling, le club-école de la World Wrestling Entertainment (WWE), mais n'est pas sous contrat avec la WWE. Au cours d'un des enregistrements d'une des émissions télévisées, il doit prendre peur face au Boogeyman mais Carelli rit. À la suite de cela, Jim Cornette (le responsable de l'équipe créative) lui inflige en public plusieurs gifles. La réaction de Cornette lui coûte sa place et Paul Heyman le remplace. Ce dernier voit du potentiel en Carelli et lui donne le nom de ring de « Boris Alexiev », un Russe qui gagne ses matchs assez rapidement.
Il devient champion télévision de l'OVW le 24 janvier 2007 (au cours de l'enregistrement de l'émission du 27) à la suite de sa victoire face à Mike Kruel et perd le titre face à ce dernier le 7 février (au cours de l'enregistrement de l'émission du 10),. Il récupère ce titre le 14 mars (au cours de l'enregistrement de l'émission du 17) face à Kruel et le perd de nouveau le 17,.

#### Le miracle de Milan et relation amoureuse avec Maria (2007-2008)

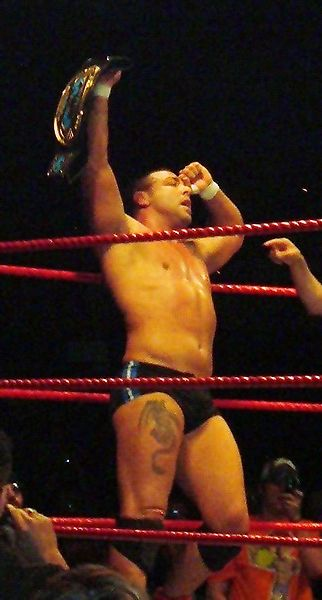
Santino Marella en tant que champion Intercontinental.

Il rejoint la World Wrestling Entertainment (WWE) le 16 avril 2007 au cours d'un Raw à Milan. Ce soir-là, Mr. McMahon lance un défi à tous les catcheurs présents souhaitant un match face au champion Intercontinental Umaga, mais personne n'y répond. McMahon demande alors si quelqu'un dans le public est prêt à défier le champion, et un spectateur se déclare prêt à relever ce défi. Il se présente comme étant Santino Marella et remporte le match et le titre grâce à l'intervention de Bobby Lashley, alors en rivalité avec McMahon, en fin de match. Cet événement sera décrit plus tard comme le « Miracle de Milan » (The Milan Miracle). Il défend pour la première fois son titre avec succès face à Chris Masters le 7 mai.
Dans le même temps, Santino tente de séduire Maria. Le 24 juin, au cours de Vengeance : Night of Champions, Marella gagne par disqualification face à Umaga. Le 2 juillet, Umaga récupère son titre.
Le 27 janvier 2008, Santino participe au Royal Rumble match du Royal Rumble. Il fait son entrée sur le ring à la troisième place, juste après l'Undertaker et Shawn Michaels mais se fait éliminer en vingt-sept secondes par le premier.

#### Glamarella et second Intercontinental Championship (2008-2010)

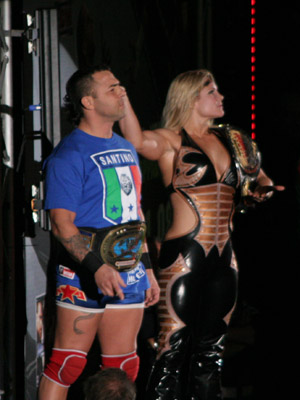
Marella et Beth Phoenix vers fin 2008.

À SummerSlam, il bat Mickie James et Kofi Kingston avec Beth Phoenix et devient champion intercontinental. Le 10 novembre, il perd le titre contre William Regal en trente secondes.
Le 25 janvier 2009 au Royal Rumble, il entre en 28e position dans le Royal Rumble match, et établit un nouveau record de la plus courte participation en se faisant éliminer par Kane en une seconde, battant ainsi le record du Warlord qui était jusque-là de deux secondes.

#### Tag Team Champion avec Vladimir Kozlov et blessure (2010-2011)

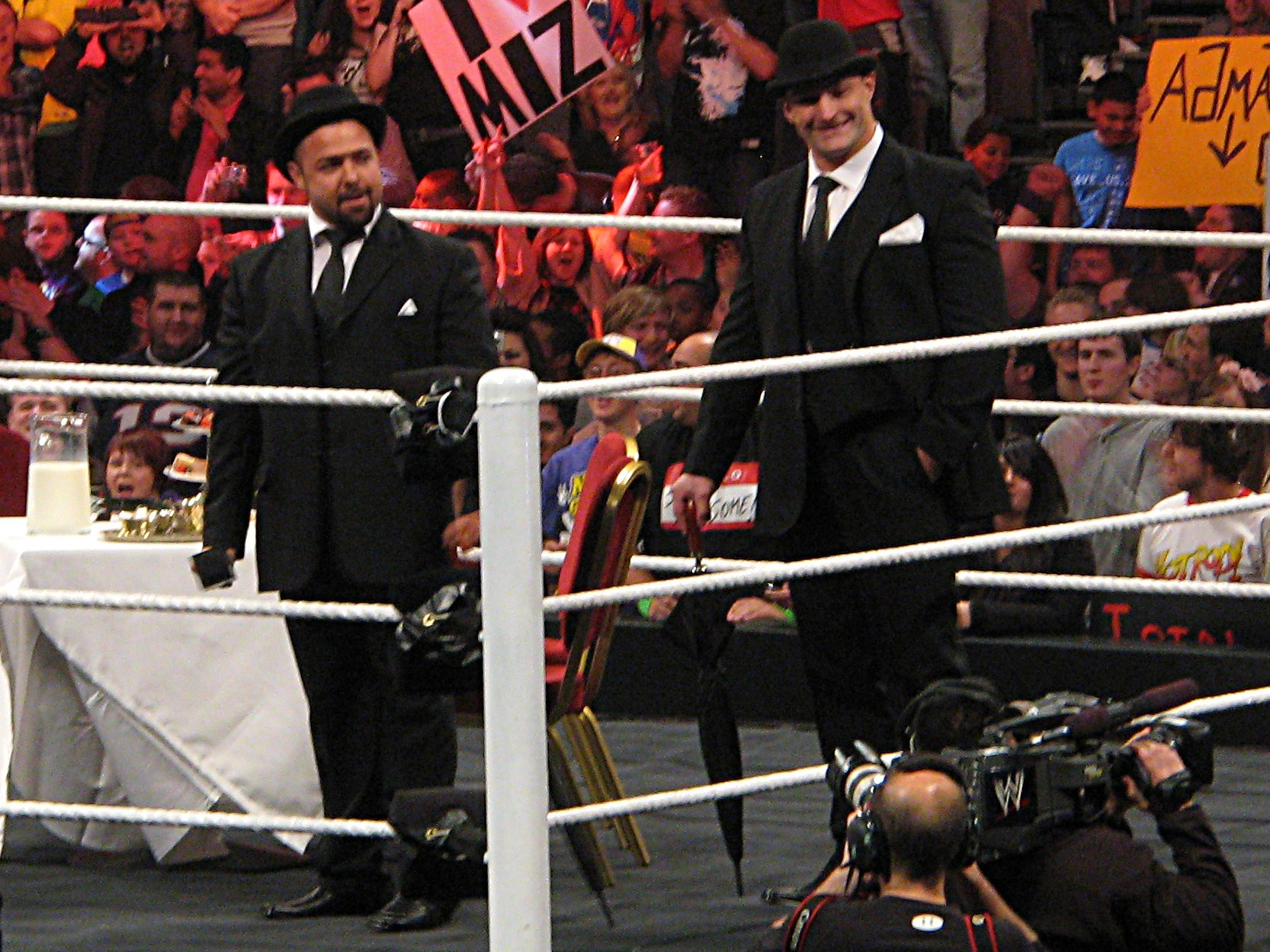
Marella et Kozlov en 2010.

Lors du Superstars du 20 mai 2010, il propose à Vladimir Kozlov, catcheur heel de former une équipe avec lui, mais ce dernier refuse et le bat en moins de quarante secondes. Après de multiples tentatives infructueuses de former une alliance avec Kozlov, ce dernier effectue un face turn en attaquant William Regal lors d'un match de ce dernier contre Marella. Tous les deux forment alors une équipe, et battent à de multiples reprises Regal et ses divers partenaires occasionnels. Parallèlement, Marella commence une histoire d'amour avec Tamina qui lui fait de claires avances. Tamina fait alors un face turn, trahissant les Usos pour rejoindre Marella et Kozlov.
Lors de Night of Champions, lui et Kozlov perdent dans un match pour le WWE Tag Team Championship remporté par Drew McIntyre et Cody Rhodes. Lors de Bragging Rights, il est dans l'équipe Raw qui perd face à celle de SmackDown. Le lendemain à Raw, il obtient l'une des plus grosses victoires de sa carrière en battant Sheamus, à cause d'une intervention de John Morrison.

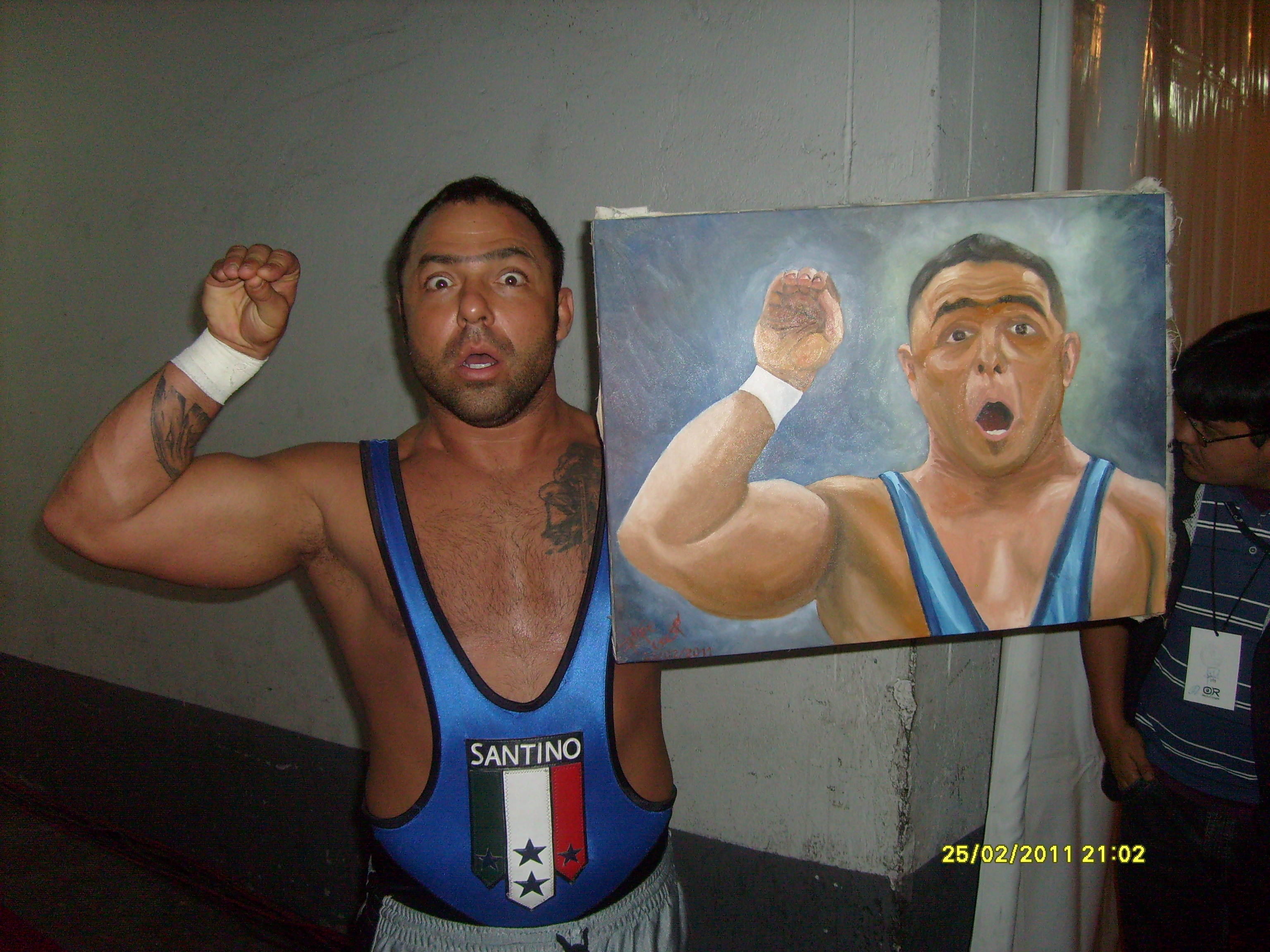
Santino tenant son portrait fait par un fan.

Après une tentative ratée pour remporter les titres face aux membres de la Nexus (Heath Slater et Justin Gabriel) lors des Survivor Series, Marella et Kozlov remportent les ceintures par équipes en battant Slater et Gabriel dans un Fatal 4 Way Elimination Tag Team Match qui comprenait aussi The Usos et le duo Mark Henry et Yoshi Tatsu, grâce à une intervention de John Cena. Lors de TLC, ils conservent leurs titres face à Slater et Gabriel par disqualification après un passage à tabac du reste de la Nexus.
Le 30 janvier 2011 au Royal Rumble, il participe au Royal Rumble match, où il fut éliminé en dernière position par Alberto Del Rio. Lors d'Elimination Chamber, lui et Koslov perdent leurs titres contre Heath Slater et Justin Gabriel.
Lors de Wrestlemania XXVII, il gagne avec Kofi Kingston, Big Show et Kane contre The Corre.
Le 2 septembre, il a un accident de voiture à Toronto qui lui cause un déboitement à l'épaule gauche, l'obligeant à être hors des rings quelque temps.

#### Assistant de Theodore Long (2011-2012)
Marella fait son retour à Raw le 3 octobre : ce jour-là, il bat Jinder Mahal.
Lors du SmackDown du 6 janvier 2012, il gagne contre Drew McIntyre et devient ainsi le nouvel assistant de Theodore Long, en remplacement de Zack Ryder.
Le 29 janvier 2012 au Royal Rumble, il entre en 9e position dans le Royal Rumble match avant de se faire éliminer en 7e position par Cody Rhodes.
Lors d'Elimination Chamber, il ne remporte pas le World Heavyweight Championship, battu par Daniel Bryan dans un Elimination Chamber match, incluant aussi Cody Rhodes, Big Show, The Great Khali et Wade Barrett. Santino est le dernier participant à être éliminé.

#### United States Champion (2012)

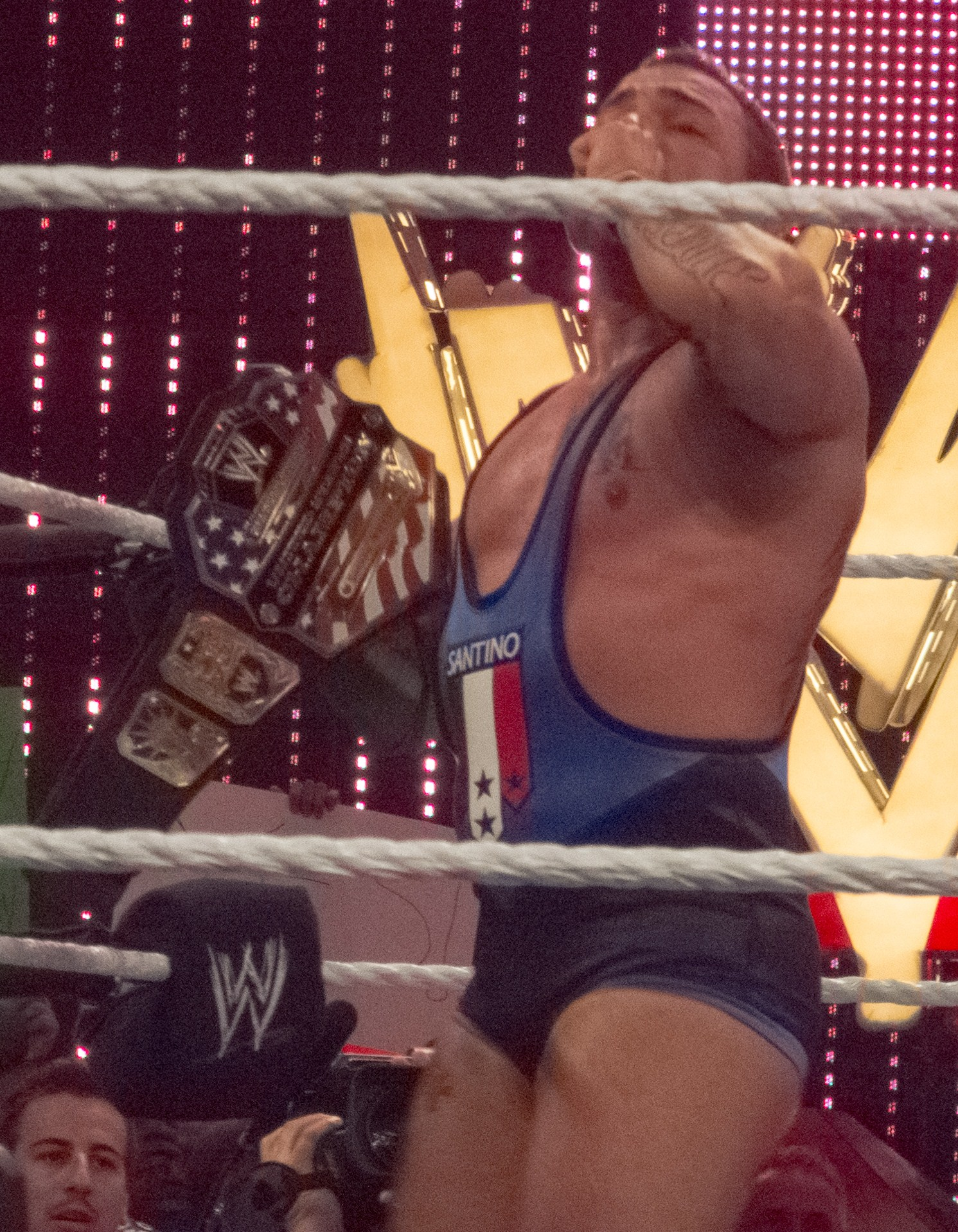
Santino Marella en tant que United States Champion

Lors du Raw du 5 mars, il remporte le WWE United States Championship en battant Jack Swagger.
Lors de WrestleMania XVIII, il est dans l'équipe de Teddy Long qui perd face à celle de John Laurinaitis.
À Extreme Rules, il conserve son titre contre The Miz.
Lors de No Way Out, il bat Ricardo Rodriguez dans un Tuxedo Match.
Lors de Money in the Bank, il ne décroche pas la malette, gagnée par Dolph Ziggler. 
Lors du pré-show de SummerSlam, il perd le titre des États-Unis contre Antonio Cesaro. Lors du Raw du 3 septembre, il perd son match revanche contre Antonio Cesaro.

#### Diverses rivalités, Retraite et renvoi (2012-2016)

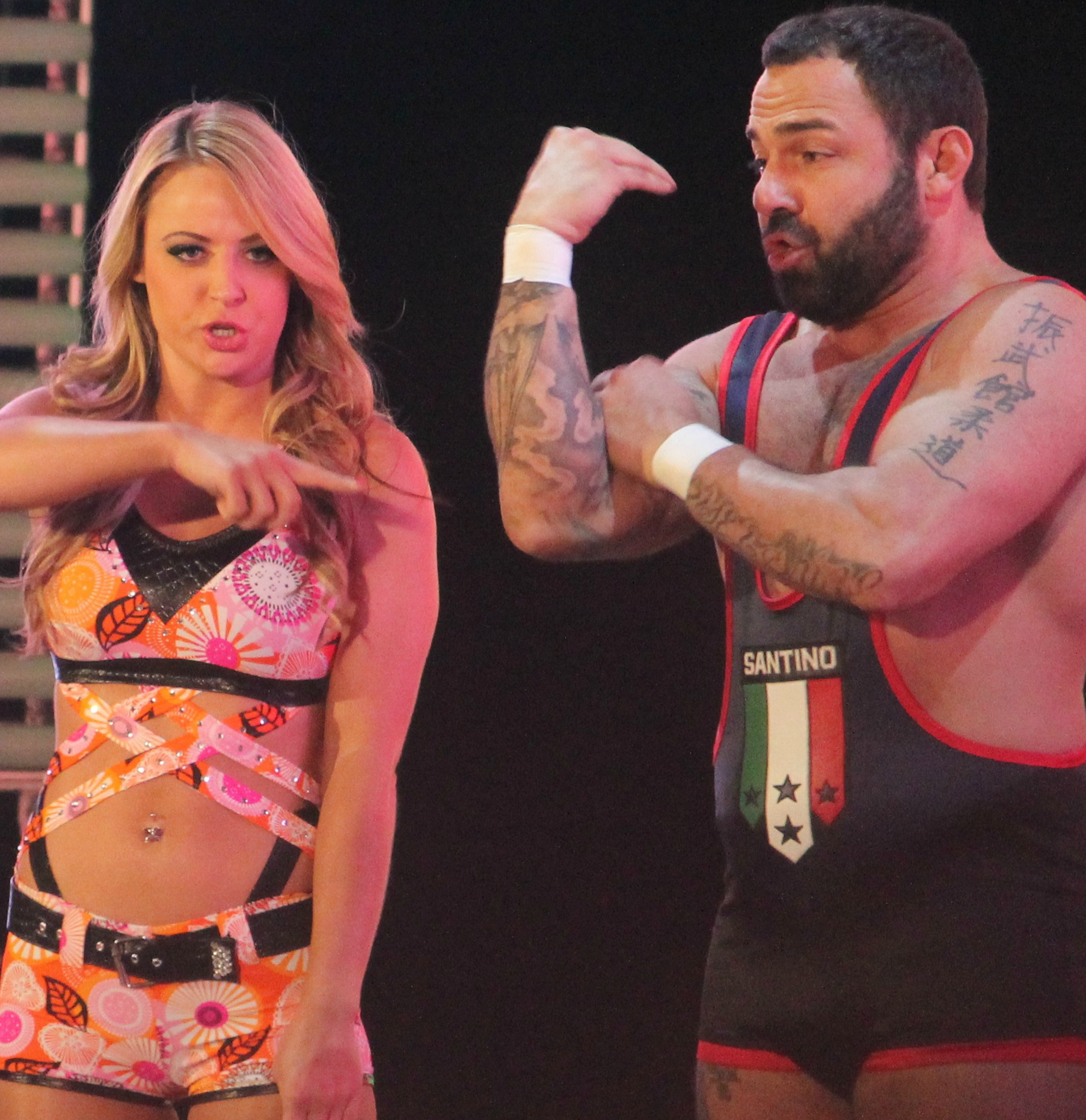
Emma et Santino Marella en 2014

Le 27 janvier 2013 au Royal Rumble, il participe au Royal Rumble Match qui est remporté par John Cena.
Il est par la suite inactif. Il effectue son retour lors du Raw d'avant WrestleMania en perdant contre Mark Henry.
Par la suite, il effectue divers combats contre divers adversaires dans différentes divisions.
Il annonce sa retraite des rings le 6 juillet 2014 lors d'un Live event de la WWE à Toronto en raison d'une troisième blessure au cou et déclare aussi qu'il souhaite continuer à travailler pour la WWE. Son dernier combat télévisé était le 16 juin à Raw, dans une Battle Royal afin de déterminer le dernier participant au Ladder match qui a eu lieu lors du Pay-per-view Money in the Bank[réf. nécessaire].
Malgré sa retraite, il continue d'apparaître dans les coulisses lors des show Raw et SmackDown.
Le 6 mai 2016, Marella fait partie d'une liste de catcheurs et catcheuses dont la WWE se sépare.

### Destiny World Wrestling (2017; 2019)
Lors de DWW Summer Heat, il gagne avec Chavo Guerrero Jr. contre John Atlas et RJ City.
Le 20 janvier 2019 lors de DWW Carnage 2019, il gagne avec Stone Rockwell contre Gursinder Singh & Rohit Raju.

### Impact Wrestling (2017-2018)
Le 5 novembre 2017, lors de Bound For Glory, il est apparu dans le public. Carelli collabore toujours avec Impact Wrestling, co-animant le programme Behind the Lights sur Twitch.
Le 2 août 2018 à IMPACT!, il dans le coin de Dustin Quicksilver. Quicksilver a perdu contre Austin Aries après que Carelli a jeté l'éponge en son nom. À la suite de cela, il a eu une confrontation avec Aries, ce qui a permis à Carelli de frapper Aries avec un coup bas.

### Retour à la WWE le temps d’une soirée (2020)
Le 26 janvier 2020, lors du Royal Rumble féminin, il apparut en tant que Santina Marella en 29e place mais s’élimine tout seul.

### Retour à Impact Wrestling/Total Nonstop Action Wrestling (2022-...)
Le 5 mars 2022, il fait son retour à Impact Wrestling, lors de Sacrifice aux commentaires lors du main event entre Heath et Moose pour le Impact World Championship.

#### Directeur de l'autorité (2023-...)
Le 13 janvier 2023 à Hard to Kill, il fait son retour en tant que Santino Marella en tant que directeur de l'autorité et il a fait recommencer le match entre Joe Hendry et Moose pour le Impact Digital Media Championship.

## Palmarès
- Dramatic Dream Team

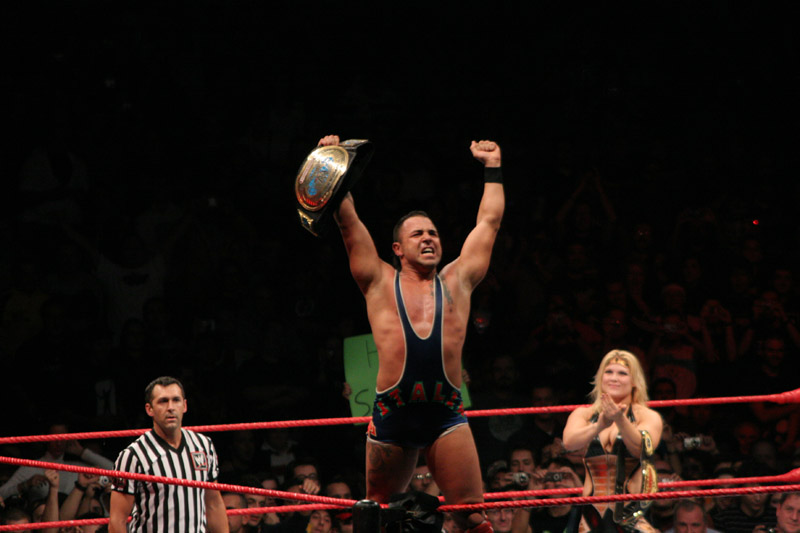
Santino Marella avec la ceinture de champion intercontinental en 2008.

  - 1 fois Ironman Heavymetalweight Championship[30]
- Ohio Valley Wrestling
  - 2 fois Champion Télévision de la OVW[11]
- World Wrestling Entertainment
  - 2 fois Champion Intercontinental de la WWE
  - 1 fois Champion des États-Unis de la WWE
  - 1 fois Champion par équipes de la WWE avec Vladimir Kozlov
  - 2 fois Miss WrestleMania

### Récompenses de magazines

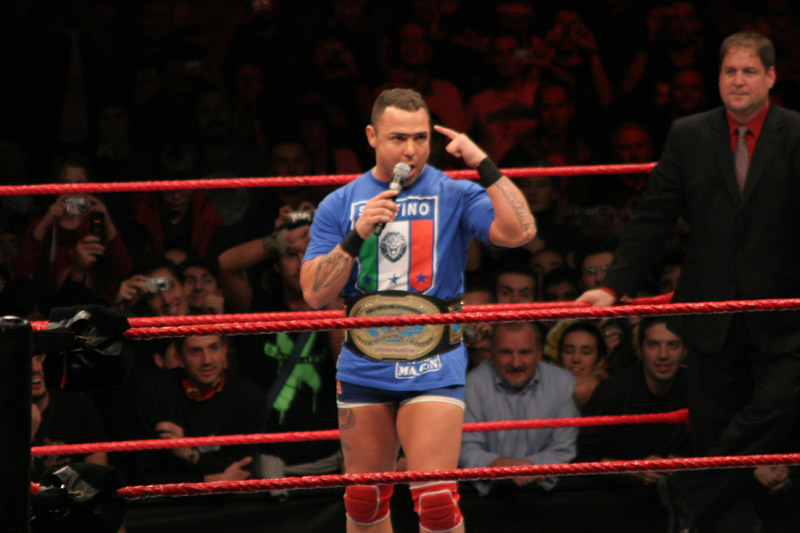
Santino parlant au micro lors d'un show à Raw.

- Pro Wrestling Illustrated

| Année | 2007 | 2008 | 2009 | 2010 | 2011 | 2012 | 2013 |
| Rang  | 179  | 91   | 97   | 350  | 100  | 60   | 147  |

- Wrestling Observer Newsletter
  - Meilleur gimmick en 2007 et 2008[38]

## Records
- Santino bat le record de la plus courte présence dans un Royal Rumble en 2009, en se faisant éliminer par Kane en une seconde[39].